# Ignaz Stanislaus von Mathy
Ignaz Vinzenz Anton Stanislaus von Mathy (auch Matthy; * 5. April 1765 in Kobierzyn; † 20. Mai 1832 in Pelplin) war ein deutscher römisch-katholischer Bischof.

## Leben

### Herkunft und Ausbildung
Er stammte aus der preußischen, römisch-katholischen Adelsfamilie von Mathy. Die Familie stammt aus Danzig und brachte hauptsächlich Beamten, Geistliche und Diplomaten hervor. Mathy verlor beide Eltern bereits früh. Seine Vormunde bestimmten für ihn eine Laufbahn als Geistlicher. Ab 1778 besuchte er das Akademische Gymnasium zu Braunsberg, das er 1783 abschloss. Das Gymnasium war unter anderem auf die Ausbildung von Priesternachwuchs ausgelegt. Dort empfing er die Niederen Weihen.
Mathy stand bereits früh in der Gunst der Krone. Auf Empfehlung von König Friedrich dem Großen erhielt er einen Platz am römischen Priesterseminar Collegium Germanicum. Es wurde ihm daher möglich, an der Päpstlichen Universität Gregoriana zu studieren. Am 1. November 1787 soll der sprachbegabte Student durch eine Predigt dem Papst Pius VI. aufgefallen sein, ein Jahr später wurde er mit der Dissertation De lege naturae zum Doktor der Theologie und Philosophie promoviert. Am 22. Dezember 1787 empfing er die Priesterweihe.

### Kanoniker und Bischof
Mathys Rückweg in die Heimat brachte ihn zunächst nach Berlin. Dort konnte er den König Friedrich Wilhelm II. gegen den Widerstand von Bischof Ignatius Krasicki und dessen Kapitel überzeugen, ihn 1789 als Kanoniker in das Domkapitel von Ermland aufzunehmen. Seine Einsetzung erfolgte am 29. März 1790. Er häufte mehrere Pfarreien an, denen er vorstand, darunter 1793 die Dompfarrei Frauenburg. 1799 wurde er vom König auf die Position des Dompropstes befördert und am 21. Januar 1800 in das Amt eingeführt. Mathy hatte nach anfänglichem Widerstand neben dem Vertrauen der Krone auch das Vertrauen des Domstifts gewonnen. Nach dem Tod des Ermländer Bischofs Karl von Hohenzollern-Hechingen wählte ihn das Domkapitel am 15. August 1803 zum Kapitularvikar und Generaladministrator. Mitte 1809 trat er aus gesundheitlichen Gründen von sämtlichen Ämtern, bis auf das Amt als Dompropst und einer kleineren Pfarrei, zurück. Noch einmal wurde er für das Domkapitel 1810/1811 aktiv, um sich gegen dessen Aufhebung in Berlin zu wenden.
1811 bewarb er sich um eine Stellung als Konsistorial- und Schulrat bei der Regierung Marienwerder. Seine Ernennung durch König Friedrich Wilhelm III. erfolgte am 9. Juni 1811, wobei ihm das Amt des Dompropstes nicht aberkannt wurde. 1813/1814 unterstützte er die Freiheitskriege, 1821 trat er mit Vorschlägen zur Reorganisation der östlichen preußischen Diözesen in Erscheinung und brachte sich damit in die Stellung für ein Bischofsamt.
Mathy wurde als Wunschkandidat des Königs am 8. März 1822 als Bischof von Kulm ausgewählt, am 6. Juni 1824 schließlich in Frauenburg zum Bischof geweiht. Er bezog seinen Bischofssitz und verlegte 1829 auch das Priesterseminar nach Pelplin. Von König Friedrich Wilhelm III. wurde er zunächst als Erzbischof von Posen vorgesehen, doch seine gesundheitlichen Beschwerden verstärkten sich wieder. Er vernachlässigte verstärkt die Verwaltung seines Bistums. Mathy verstarb 1832 und wurde in der Kathedrale von Pelplin beigesetzt.